# Francesco Piazza (politico)
Francesco Piazza (Cremona, 1810 – Cremona, 7 marzo 1879) è stato un politico italiano.

## Biografia
Fu Deputato del Regno di Sardegna nella II legislatura, venendo eletto nel Collegio di Monticelli; la sua elezione venne convalidata il 3 febbraio 1849.
Fu inoltre Presidente del consiglio provinciale cremonese.